# Borghesiana (metropolitana di Roma)
Borghesiana è una fermata della linea C della metropolitana di Roma. La stazione nasce come fermata della linea ferroviaria Roma-Fiuggi. La stazione è a servizio della borgata di Borghesiana ed il suo ingresso è raggiungibile sia dalla via Casilina, all'incrocio con via di Vermicino, sia da via Biancavilla.

## Storia
La stazione è stata chiusa il 7 luglio 2008 a causa dei lavori di trasformazione necessari per l'inclusione del tratto terminale della Roma-Pantano nella linea C. L'apertura è avvenuta il 9 novembre 2014.

## Dintorni
- Catacombe di San Zotico
- Chiesa di San Giovanni Maria Vianney

### Vie e Piazze
- Via Casilina
- Via di Vermicino

## Servizi
La stazione dispone di:
- Biglietteria automatica
- Servizi igienici

## Interscambi
- Fermata autobus ATAC e COTRAL